# Ryan Ochoa
Ryan Ochoa (născut la 17 mai 1996) este un actor adolescent american. El este cel mai faimos pentru rolul său, Lanny, din serialul Perechea de regi de la Disney XD și rolul, Chuck Chambers, din serialul iCarly de la Nickelodeon.

## Filmografie
| Anul | Titlul                         | Rolul               | Observații                                                    |
| ---- | ------------------------------ | ------------------- | ------------------------------------------------------------- |
| 2007 | Nostalgia                      | Ryan Zorn           | Film debut                                                    |
| 2008 | Parental Guidance              | Max                 | Film scurt                                                    |
| 2008 | Mother Goose Parade            |                     | Film                                                          |
| 2008 | Seven Pounds                   | Choir Boy           |                                                               |
| 2008 | iCarly                         | Chuck Chambers      | 2008–2010, 6 episoade                                         |
| 2009 | A Christmas Carol              | Tiny Tim            | film                                                          |
| 2009 | Astro Boy                      | Rick                | Film animat                                                   |
| 2009 | The Perfect Game               | Norberto Villarreal |                                                               |
| 2010 | Batman: The Brave and the Bold | Young Speedy        | Serial de televiziune animat (Episodul "Sidekicks Assemble!") |
| 2010 | Zeke și Luther                 | Deuce               | Serial de televiziune (Episodul "Old Nasty")                  |
| 2010 | Perechea de regi               | Lanny               | 2010–prezent, rol principal                                   |
| 2011 | Mars Needs Moms                | Hatchling           |                                                               |
| 2011 | Disney's Friends for Change    | El însuși           | Echipa verde, transferat la echipa galbenă                    |
| 2011 | City Boy                       | Jimbo               |                                                               |
| 2012 | Mr. Young                      | Diego               | Episoadele 28-29                                              |